# Агиос Николаос (окръг Пафос)
Вижте пояснителната страница за други населени места с името Агиос Николаос.
̀Агиос Нико̀лаос (на гръцки: Αγιος Νικόλαος) е село в Кипър, окръг Пафос. Според статистическата служба на Република Кипър през 2001 г. селото има 74 жители.
Намира се на 3 км северно от Прайтори.